# Neva Towers
Neva Towers (rusky Невские башни, tj. Něvské věže), dříve Renaissance Moscow Towers (Ренессанс Москва Башни) je soubor dvou mrakodrapů v hlavním městě Ruska Moskvě. Nachází se v areálu Moscow International Business Center (MIBC, Moskevského mezinárodního Obchodního centra). První mrakodrap byl uveden do provozu v polovině roku 2019, druhý byl dokončen v roce 2020.
Věž č. 1 je 297 metrů vysoká a má 65 pater, je tedy osmým nejvyšším mrakodrapem v Evropě. Věž č. 2 má 79 pater a se svými 345 metry je nejvyšší obytnou budovou Evropy a čtvrtým nejvyšším mrakodrapem kontinentu.

## Předešlý projekt
Na místě dnešních dvou mrakodrapů měla být před druhou světovou válkou postavena velká budova Rossija, ale kvůli velké hospodářské krizi bylo v 30. letech 20. století od plánu upuštěno.

## Využití
V budově č. 1 jsou kanceláře, hotel a fitness centrum s bazénem. V budově č. 2 bylo vystavěno 1210 bytů. Ke komplexu patří 2040 parkovacích míst pro auta.